# Gălăteni
Gălăteni is een Roemeense gemeente in het district Teleorman.
Gălăteni telt 2976 inwoners.